# Aleksey Fomovskiy
Aleksey Fomovskiy (en russe : Алексей Фомовский), né le 29 octobre 2000, est un coureur cycliste ouzbek.

## Palmarès sur route

### Par années
- 2021
  - 2e du championnat d'Ouzbékistan du contre-la-montre
- 2022
  -  Champion d'Ouzbékistan du contre-la-montre
  -  Médaillé d'argent du championnat d'Asie du contre-la-montre espoirs
  -  Médaillé de bronze du contre-la-montre aux Jeux de la solidarité islamique
- 2023
  -  Champion d'Ouzbékistan du contre-la-montre
  -  Médaillé d'argent du championnat d'Asie du contre-la-montre par équipes mixtes

### Classements mondiaux
| Année                                 | 2019  | 2020  | 2021  | 2022 | 2023 |
| ------------------------------------- | ----- | ----- | ----- | ---- | ---- |
| Classement mondial                    | 2009e | 1754e | 1607e | 643e | 607e |
| UCI Asia Tour                         | 179e  | 136e  | 93e   | 30e  | 34e  |
|                                       |       |       |       |      |      |
| Légende : nc = non classéSource : UCI |       |       |       |      |      |

## Palmarès sur piste
- 2021
  -  Champion d'Ouzbékistan de l'américaine (avec Danil Evdokimov)
  - 3e du championnat d'Ouzbékistan de course aux points
- 2022
  -  Champion d'Ouzbékistan de poursuite
  -  Champion d'Ouzbékistan de l'omnium
  -  Médaillé de bronze de la poursuite individuelle des Jeux de la solidarité islamique
  - 3e du championnat d'Ouzbékistan de l'américaine
- 2023
  -  Champion d'Ouzbékistan de poursuite par équipes (avec Danil Evdokimov, Dmitriy Bocharov et Edem Eminov)
  - 2e du championnat d'Ouzbékistan de l'américaine
  - 3e du championnat d'Ouzbékistan de l'omnium